# Füllbachtalbrücke (Eisenbahn)

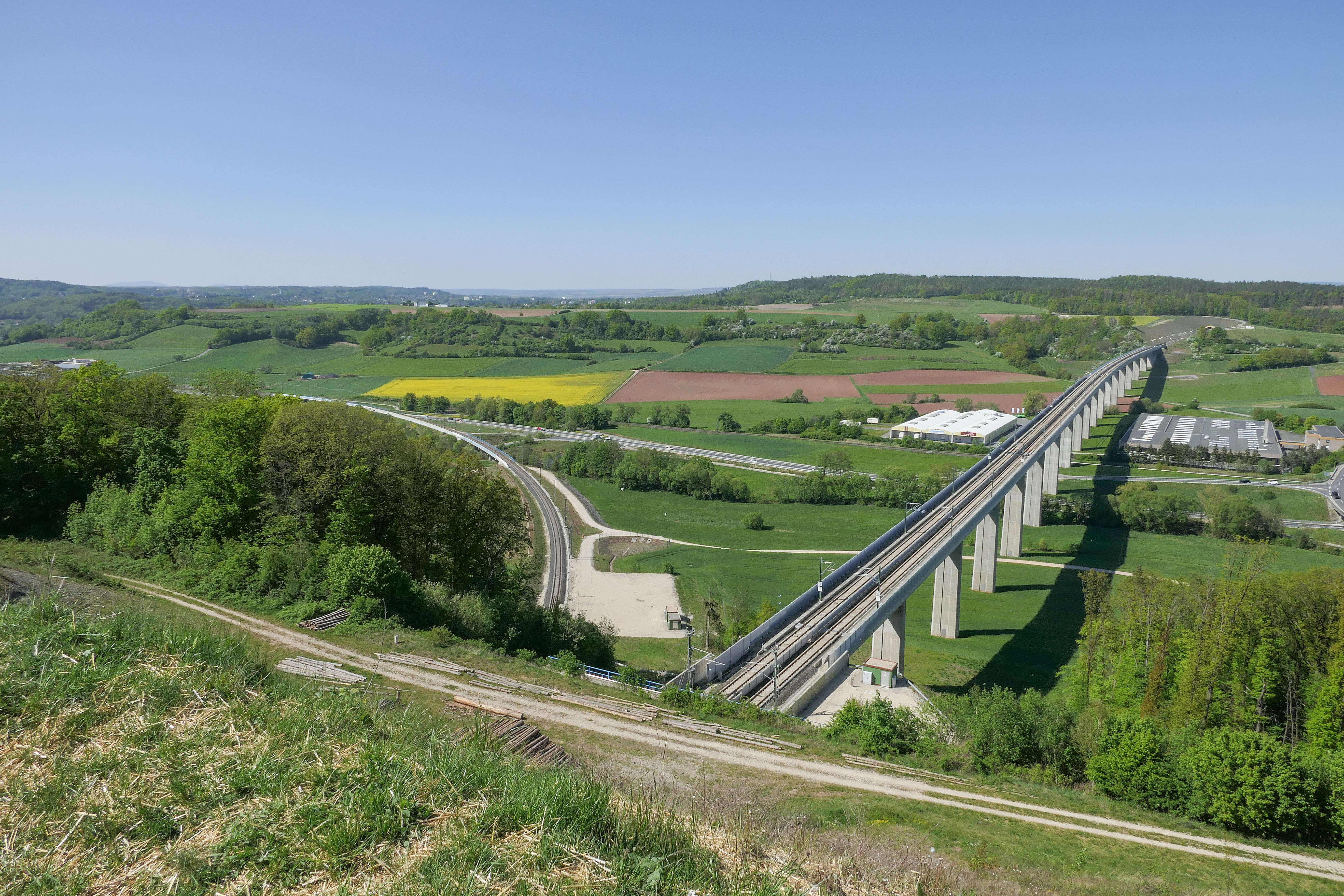
Füllbachtalbrücke und Einschleifung nach Coburg vom Höhnberg aus gesehen, Blickrichtung Norden (2020)

Die Füllbachtalbrücke ist eine 1012 m lange zweigleisige Eisenbahnüberführung der Schnellfahrstrecke Nürnberg–Erfurt.
Die Balkenbrücke liegt südlich von Coburg zwischen Roth am Forst und Niederfüllbach. Das Bauwerk überspannt das Tal des Füllbachs, eines Zuflusses der Itz, mit der Bundesstraße 303, der Bahnstrecke Coburg-Lichtenfels, Wirtschaftswegen sowie einem Betriebsgelände. Das Bauwerk hat mit dem Streckenausbau beidseitig eine Lärmschutzwand sowie eine Feste Fahrbahn mit 4,7 m Gleisabstand erhalten.
Das Bauwerk wurde im Frühjahr 2008 ausgeschrieben. Baubeginn sollte im November 2008 sein, Fertigstellung im August 2011. Die Arbeiten vor Ort begannen im Frühjahr 2009. Am 4. April 2011 wurde das letzte Feld des Überbaus am südlichen Widerlager betoniert. Die Restarbeiten dauerten bis 2012. Die Auftragssumme betrug etwa 26,5 Millionen Euro.

## Verlauf
Zwischen den beiden Widerlagern, bei den Streckenkilometern 101,183 (im Süden) und 102,195 (im Norden), beschreibt die Trasse in nördlicher Richtung eine Rechtskurve. Die Gradiente fällt dabei zunächst mit 9,72 Promille ab und steigt ab einem Wendepunkt in km 101,469 mit 7,23 Promille an. Die Entwurfsgeschwindigkeit liegt bei 300 km/h. Südwestlich der Brücke verläuft die Verbindungskurve Niederfüllbach.
Der Talboden des in Nord-Süd-Richtung gequerten Tales weist eine Breite von rund 600 m auf bei beidseitig flach ansteigenden Talflanken. Das Talniveau liegt zwischen 287 m (Füllbach) und 315 m (Widerlagerbereiche). Nördlich schließt sich der Tunnel Rennberg an, südlich folgt der Tunnel Höhnberg. Ein Informationspunkt war am Rennbergweg eingerichtet.

## Konstruktion

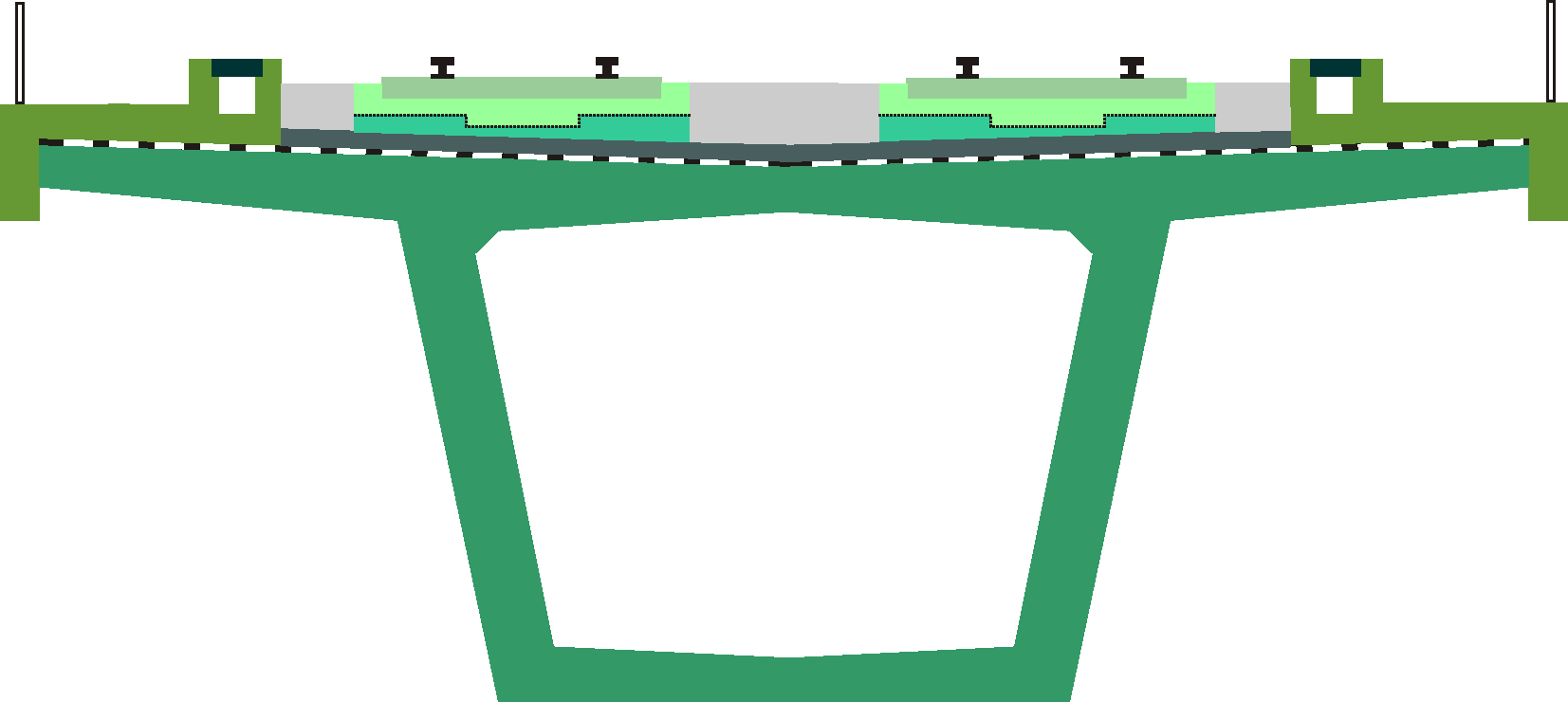
Querschnitt Überbau

Der Brückenüberbau besteht aus einer Kette von drei Durchlaufträgern. Der nördliche Durchlaufträger ist 390 m lang und hat sieben Felder, der mittlere ist 406 m lang bei sieben Feldern und der südliche 216 m bei vier Feldern. Die Querschnittsform ist ein einzelliger Stahlbetonhohlkasten mit einer konstanten Konstruktionshöhe von 5,0 m und geneigten Stegen, der in Längsrichtung vorgespannt ist. Die Fahrbahnplatte ist zusätzlich in Querrichtung vorgespannt.
Als Stützweiten betragen von Süd nach Nord 42 m, 4 × 58 m, 3 × 63 m, 3 × 53 m, 6 × 58 m und 42 m bei einer Überbaubreite von 14,30 m. Die mit 63 m größte Stützweite wird bei drei Feldern im Bereich der B 303, der Anschlussstelle Roth am Forst/Grub am Forst und dem Füllbach erreicht, u. a. infolge der für den Straßenverkehr erforderlichen Sichtweiten. Die auf 53 m reduzierten Stützweiten der Nachbarfelder ergeben sich aus gestalterischen Gründen.
Festpunkte sind die beiden Widerlager. Der mittlere Durchlaufträger hat eine Gruppe von drei Pfeilern als Festpunkt. An seinen beiden Enden sind im Bereich der Trennfugen jeweils Schienenauszüge mit Ausgleichsplatten vorhanden.
Die 17 Pfeiler der Brücke haben Höhen von 20 m bis 40 m. Sie besitzen einen rechteckigen Stahlbetonhohlquerschnitt mit gebrochenen Ecken und verjüngen sich mit einem Anzug von 70:1 nach oben. Die zwei Trennpfeiler und drei Festpfeiler haben an den Pfeilerköpfen Außenabmessungen von 4,5 m × 6,0 m (Breite × Tiefe), bei den anderen Regelpfeilern betragen die Abmessungen 2,7 m × 6,0 m.

## Bauausführung

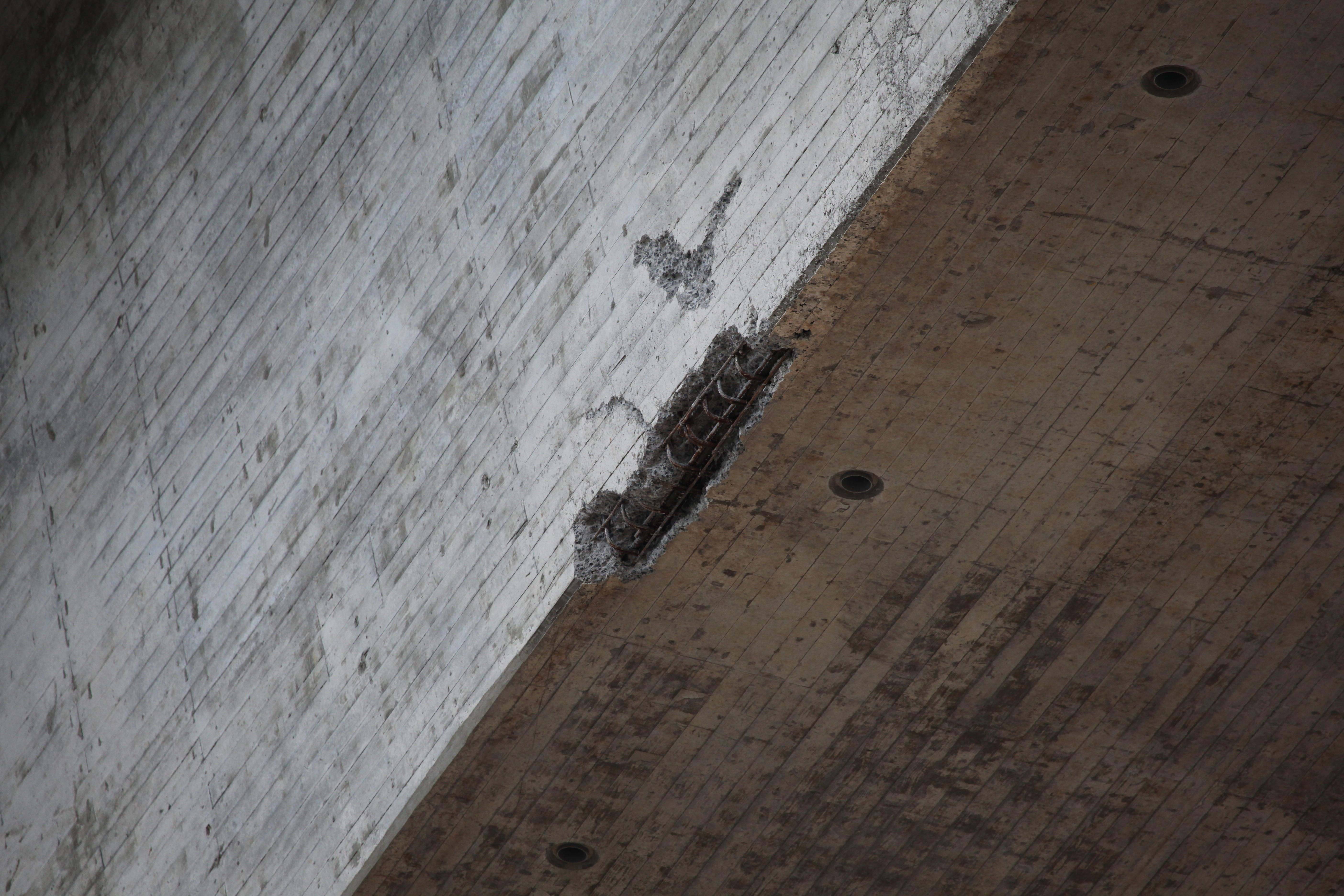
Betonfehlstellen am Überbau

Im Zuge des Brückenbaus wurden zirka 22.800 m³ Erde ausgehoben und 16.800 m³ Beton für Gründungen, Pfeiler und Widerlager sowie zirka 15.700 m³ Beton für Überbau (einschließlich Randkappen) eingebaut. Zur Gründung der Pfeiler wurden unter anderem 166 Großbohrpfähle mit 1,5 m Durchmesser und Längen zwischen 17 und 36 m, bei Neigungen von 10:1 bis 8:1, eingebracht.
Der Überbau wurde mit einer unten liegenden Vorschubrüstung feldweise von Nord nach Süd hergestellt. Aufgrund der maximalen Feldlänge von 63 m wurde die 138,6 m lange und etwa 900 t schwere Konstruktion eigens für dieses Bauwerk entwickelt. Sie bestand aus zwei 4 m hohen Kastenträgern mit etwa 71 m Länge. Der hintere Nachläufer und der vordere Vorbauschnabel waren etwa 33,6 m lang. Als Besonderheit wurde ein Hochbaukran seitlich an dem Vorschubgerät befestigt. Der Regeltakt der Überbauabschnitte betrug drei Wochen. Dabei wurde der Überbauquerschnitt in zwei Abschnitten betoniert. Zuerst wurde die 35 cm dicke Bodenplatte zusammen mit den 60 cm breiten Stegwänden hergestellt, dann folgte die Fahrbahnplatte. Betonfehlstellen am Übergang zwischen Bodenplatte und Stegwand mussten 2011 saniert werden.

## Bauzustände

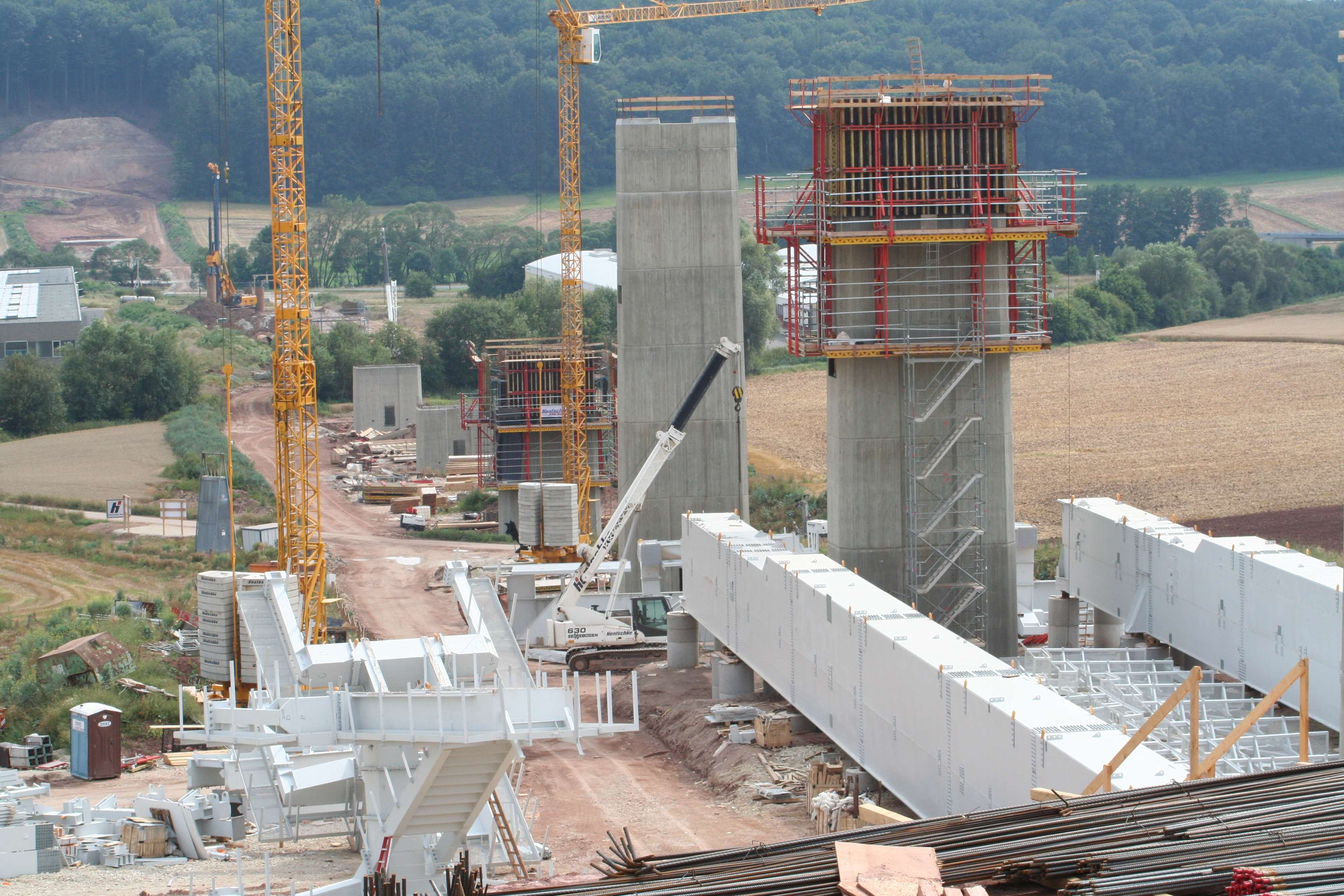
August 2009, Blick Richtung Süden
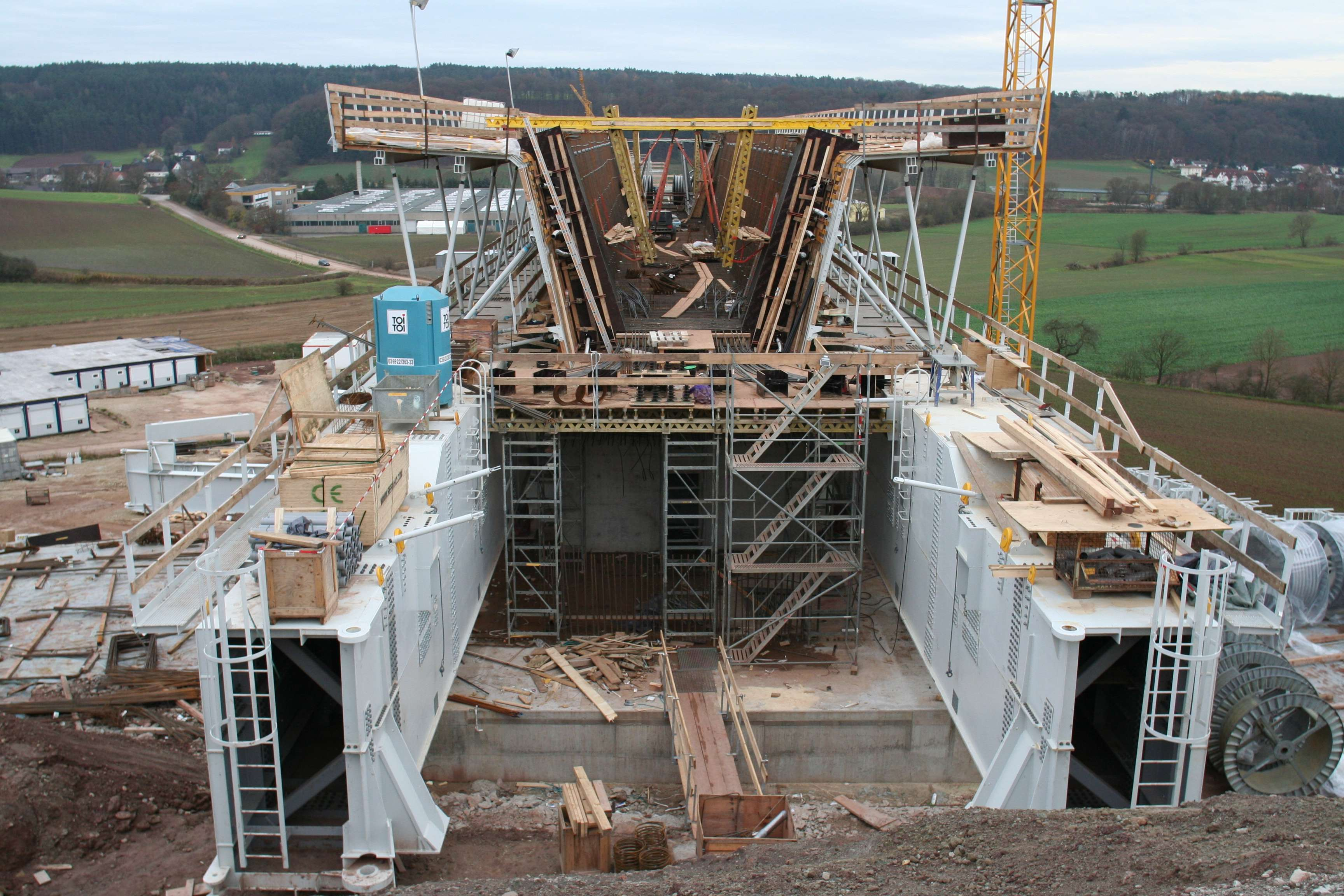
November 2009, Bewehrung Überbau
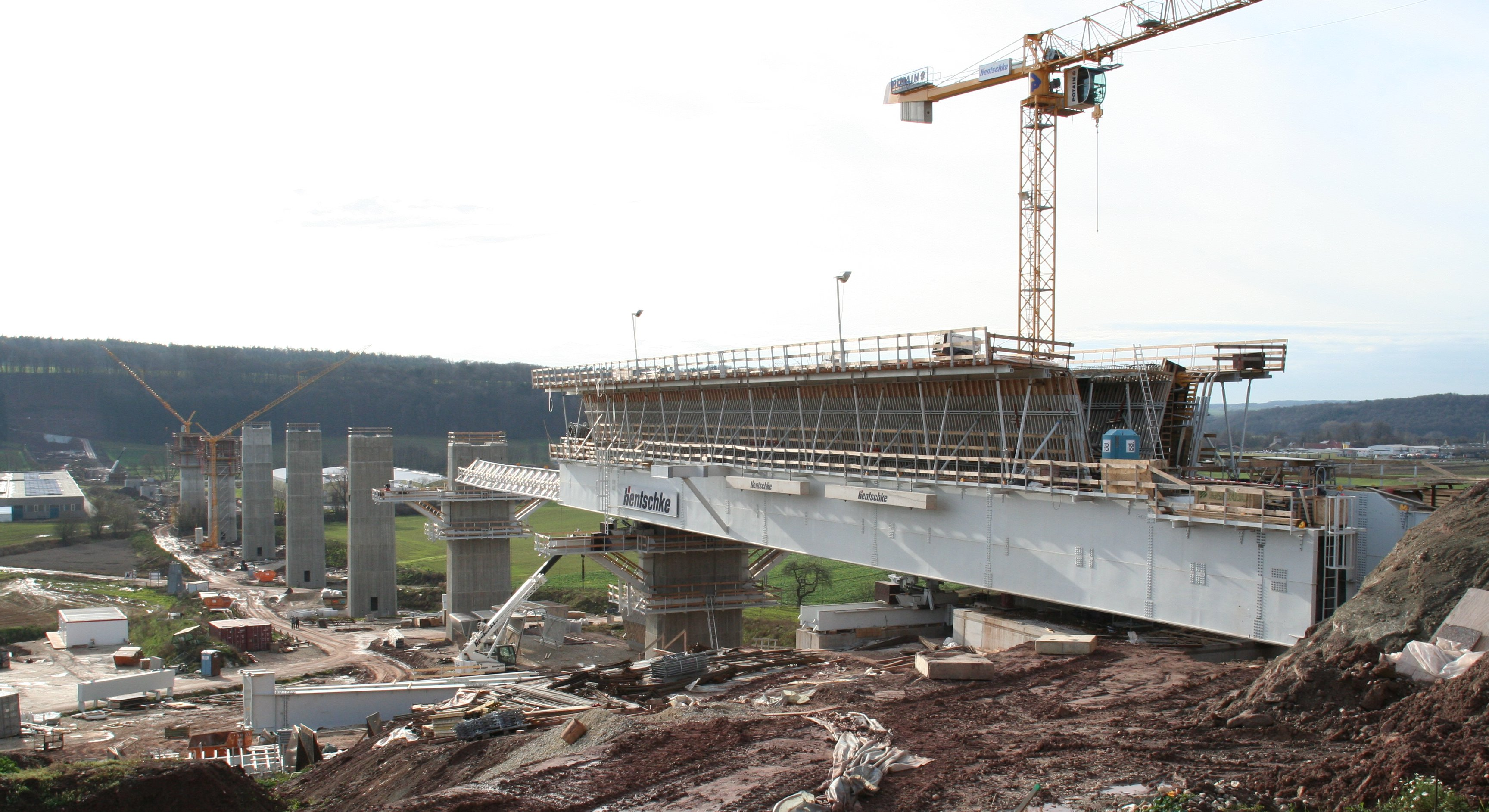
November 2009, Bewehrung Überbau
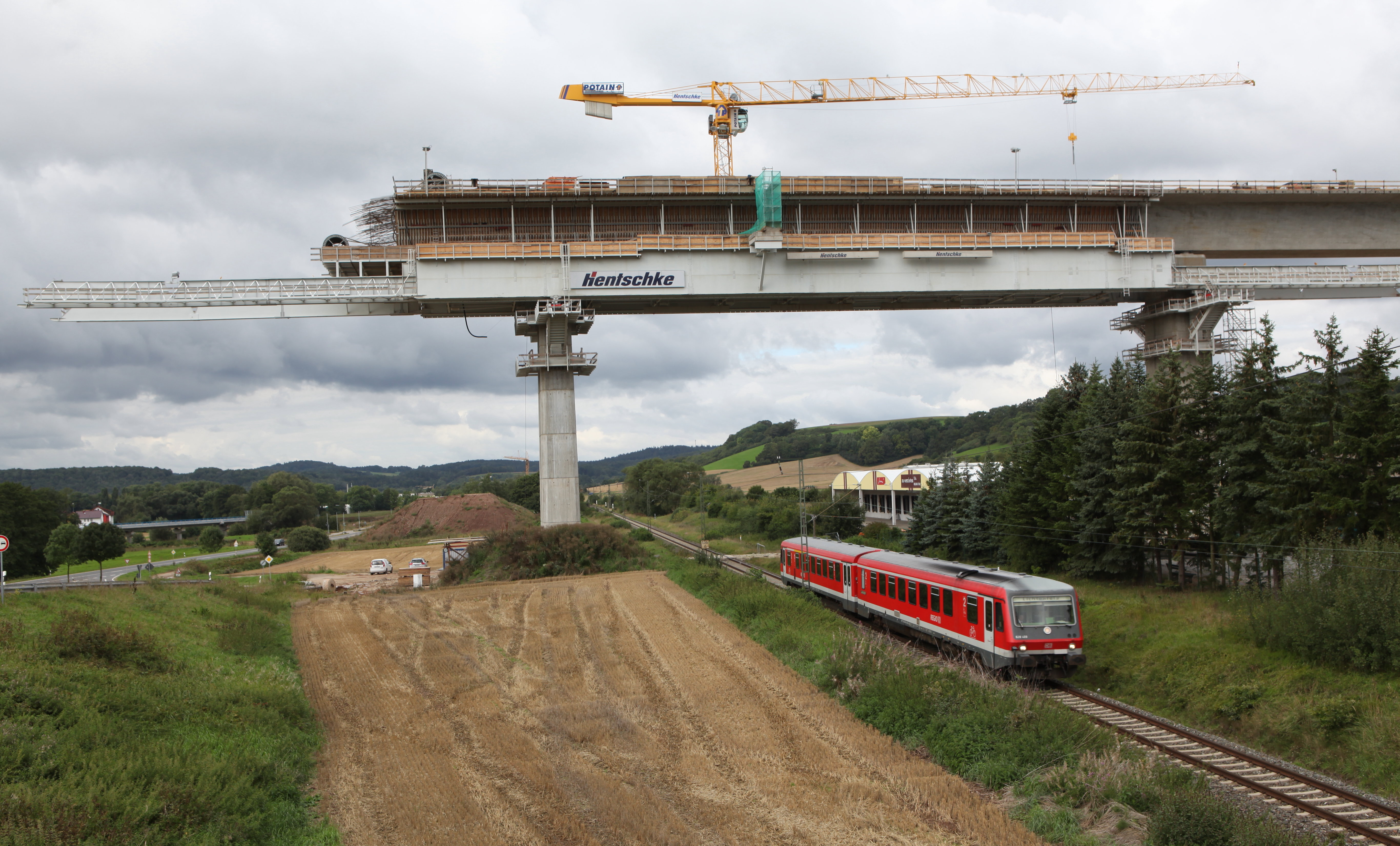
August 2010, Bauzustand
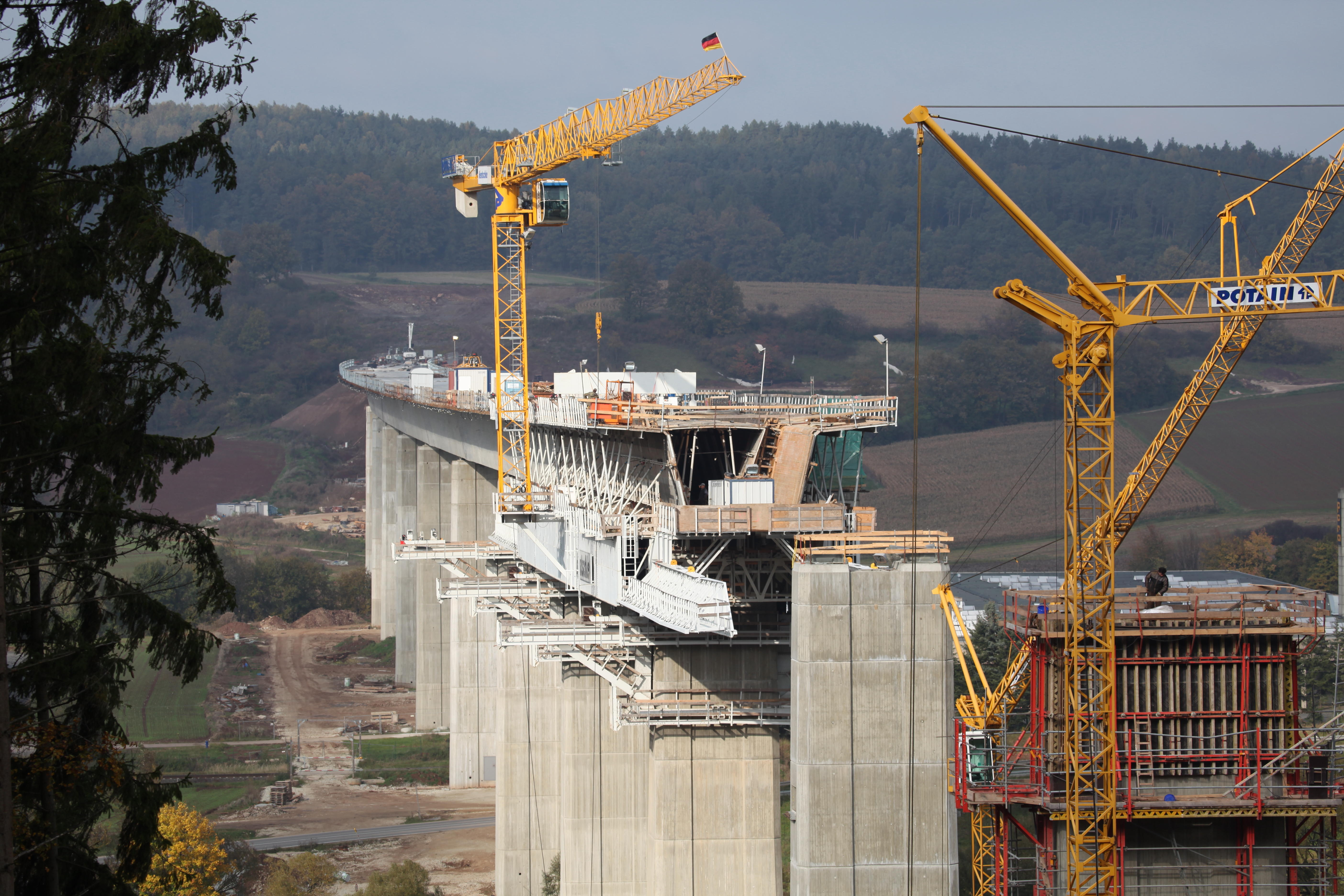
Oktober 2010, Bauzustand
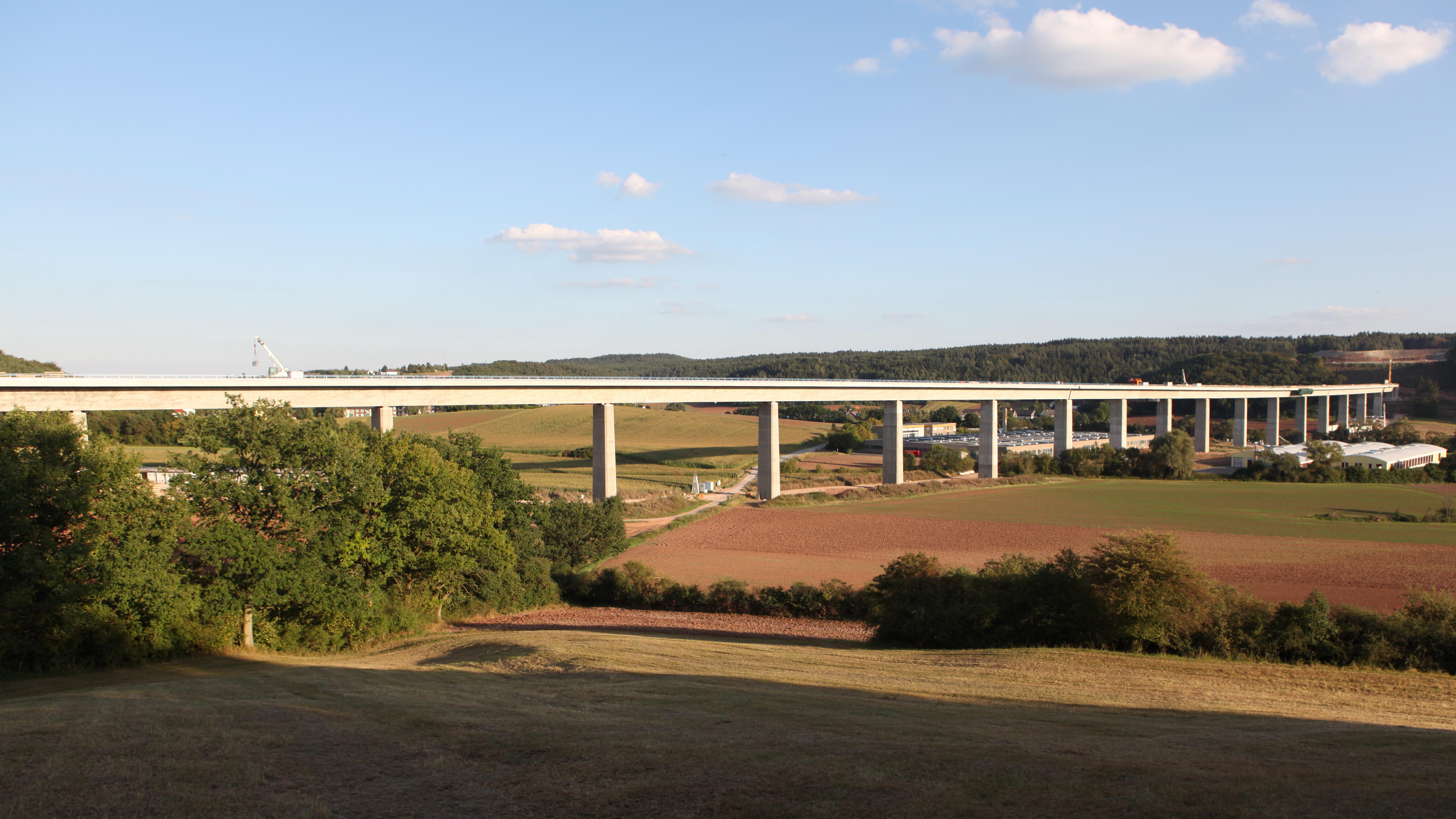
September 2011, Bauzustand
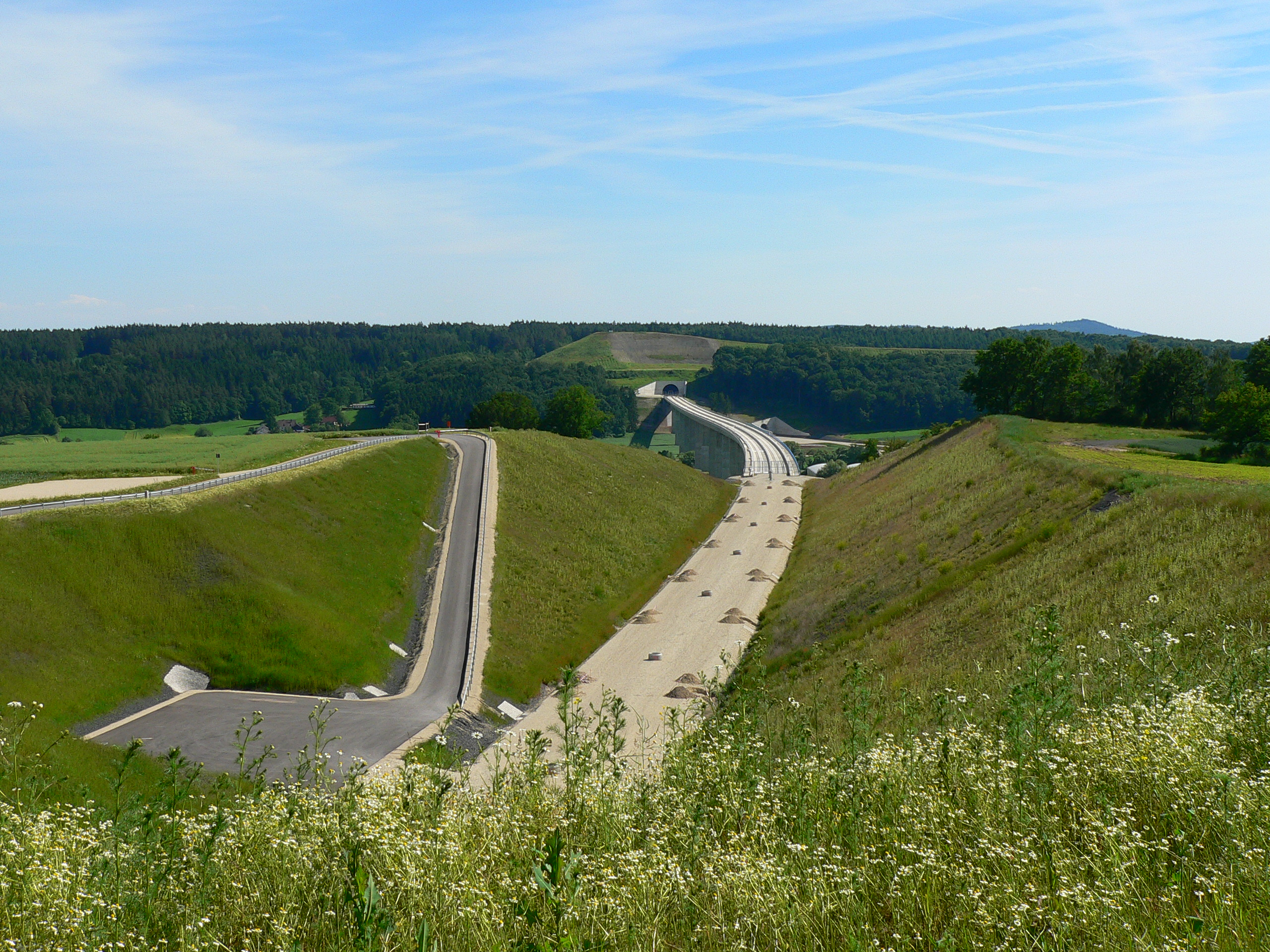
Juni 2014, Bauzustand